# Noreña
Noreña là một đô thị trong cộng đồng tự trị của Công quốc Asturias, Tây Ban Nha.

## Giáo khu
- Ceyes
- Noreña
- Santamarina